# Gonomyia brevivena
Gonomyia brevivena là một loài ruồi trong họ Limoniidae. Chúng phân bố ở miền Australasia.